# Teorema del gradiente
El teorema de gradiente, también conocido como el teorema fundamental de cálculo para integrales de línea, dice que una integral de línea de un campo de gradiente puede ser evaluada simplemente evaluando el campo escalar original en los puntos extremos de la curva. El teorema es una generalización del teorema fundamental de cálculo para cualquier curva en el plano o en el espacio (generalmente {\displaystyle n}-dimensional) más que sólo en la recta real.
Sea {\displaystyle \varphi :U\to \mathbb {R} } con {\displaystyle U\subseteq \mathbb {R} ^{n}} una función continuamente diferenciable y {\displaystyle \gamma } cualquier curva en {\displaystyle U} que empieza en {\displaystyle \mathbf {p} } y termina en {\displaystyle \mathbf {q} } entonces
{\displaystyle \int _{\gamma }\nabla \varphi (\mathbf {r} )\cdot \mathrm {d} \mathbf {r} =\varphi \left(\mathbf {q} \right)-\varphi \left(\mathbf {p} \right)}
(donde {\displaystyle \nabla \varphi } denota el campo vectorial gradiente de {\displaystyle \varphi }).
El teorema del gradiente implica que integrales de línea de campos gradientes son independientes de las trayectorias. En física, este teorema es una manera de definir una fuerza conservativa. Por colocar {\displaystyle \varphi } como potencial, {\displaystyle \nabla \varphi } es un campo conservativo. El trabajo hecho por fuerzas conservativas no depende del camino seguido por el objeto, sólo depende de los puntos extremos como la ecuación de arriba lo muestra.

## Demostración
Si {\displaystyle \varphi :U\to \mathbb {R} } es una función diferenciable en un subconjunto abierto {\displaystyle U\subseteq \mathbb {R} ^{n}} y si {\displaystyle \mathbf {r} :[a,b]\to U} es una función diferenciable en el intervalo cerrado {\displaystyle [a,b]} entonces por la regla de cadena multivariada, la función compuesta {\displaystyle \varphi \circ \mathbf {r} } es diferenciable en {\displaystyle (a,b)} y
{\displaystyle {\frac {\mathrm {d} }{\mathrm {d} t}}(\varphi \circ \mathbf {r} )(t)=\nabla \varphi (\mathbf {r} (t))\cdot \mathbf {r} '(t)}
para todo {\displaystyle t\in (a,b)}. Aquí {\displaystyle \cdot } denota el producto interno usual.
Ahora suponga que el dominio {\displaystyle U} de {\displaystyle \varphi } contiene la curva diferenciable {\displaystyle \gamma } con puntos entremos {\displaystyle \mathbf {a} } y {\displaystyle \mathbf {b} } (orientado en la dirección de {\displaystyle \mathbf {a} } a {\displaystyle \mathbf {b} }). Si {\displaystyle \mathbf {r} } parametriza {\displaystyle \gamma } para {\displaystyle t\in [a,b]} entonces
{\displaystyle {\begin{aligned}\int _{\gamma }\nabla \varphi (\mathbf {u} )\cdot \mathrm {d} \mathbf {u} &=\int _{a}^{b}\nabla \varphi (\mathbf {r} (t))\cdot \mathbf {r} '(t)\mathrm {d} t\\&=\int _{a}^{b}{\frac {d}{dt}}\varphi (\mathbf {r} (t))\mathrm {d} t\\&=\varphi (\mathbf {r} (b))-\varphi (\mathbf {r} (a))\\&=\varphi \left(\mathbf {q} \right)-\varphi \left(\mathbf {p} \right)\end{aligned}}}
donde la definición de integral de línea es utilizada en la primera igualdad y el teorema fundamental de cálculo es utilizado en la tercera igualdad

## Ejemplos

### Ejemplo 1
Suponga que {\displaystyle \gamma \subset \mathbb {R} ^{2}} es el arco circular orientado en sentido horario de (5, 0) a (−4, 3). Utilizando la definición de integral de línea,
{\displaystyle {\begin{aligned}\int _{\gamma }y\,\mathrm {d} x+x\,\mathrm {d} y&=\int _{0}^{\pi -\tan ^{-1}\!\left({\frac {3}{4}}\right)}((5\sin t)(-5\sin t)+(5\cos t)(5\cos t))\,\mathrm {d} t\\&=\int _{0}^{\pi -\tan ^{-1}\!\left({\frac {3}{4}}\right)}25\left(-\sin ^{2}t+\cos ^{2}t\right)\mathrm {d} t\\&=\int _{0}^{\pi -\tan ^{-1}\!\left({\frac {3}{4}}\right)}25\cos(2t)\mathrm {d} t\ =\ \left.{\tfrac {25}{2}}\sin(2t)\right|_{0}^{\pi -\tan ^{-1}\!\left({\tfrac {3}{4}}\right)}\\[.5em]&={\tfrac {25}{2}}\sin \left(2\pi -2\tan ^{-1}\!\!\left({\tfrac {3}{4}}\right)\right)\\[.5em]&=-{\tfrac {25}{2}}\sin \left(2\tan ^{-1}\!\!\left({\tfrac {3}{4}}\right)\right)\ =\ -{\frac {25(3/4)}{(3/4)^{2}+1}}=-12.\end{aligned}}}
Este resultado puede ser obtenido de manera más sencilla notando que la función {\displaystyle f(x,y)=xy} tiene gradiente {\displaystyle \nabla f(x,y)=(y,x)}, por el Teorema del Gradiente:
{\displaystyle \int _{\gamma }y\,\mathrm {d} x+x\,\mathrm {d} y=\int _{\gamma }\nabla (xy)\cdot (\mathrm {d} x,\mathrm {d} y)\ =\ xy\,|_{(5,0)}^{(-4,3)}=-4\cdot 3-5\cdot 0=-12.}

### Ejemplo 2
Para un ejemplo más abstracto, suponga que {\displaystyle \gamma \subset \mathbb {R} ^{n}} tiene puntos extremos {\displaystyle \mathbf {p} }, {\displaystyle \mathbf {q} }, con orientación de {\displaystyle \mathbf {p} } a {\displaystyle \mathbf {q} }. Para {\displaystyle \mathbf {u} } en {\displaystyle \mathbb {R} ^{n}}, sea {\displaystyle |\mathbf {u} |} la norma euclidiana de {\displaystyle \mathbf {u} }. Si {\displaystyle \alpha \geq 1} es un número real entonces
{\displaystyle {\begin{aligned}\int _{\gamma }|\mathbf {x} |^{\alpha -1}\mathbf {x} \cdot \mathrm {d} \mathbf {x} &={\frac {1}{\alpha +1}}\int _{\gamma }(\alpha +1)|\mathbf {x} |^{(\alpha +1)-2}\mathbf {x} \cdot \mathrm {d} \mathbf {x} \\&={\frac {1}{\alpha +1}}\int _{\gamma }\nabla |\mathbf {x} |^{\alpha +1}\cdot \mathrm {d} \mathbf {x} ={\frac {|\mathbf {q} |^{\alpha +1}-|\mathbf {p} |^{\alpha +1}}{\alpha +1}}\end{aligned}}}
Aquí la última igualdad se sigue por el teorema del gradiente, dado que la función {\displaystyle f(\mathbf {x} )=|\mathbf {x} |^{\alpha +1}} es diferenciable en {\displaystyle \mathbb {R} ^{n}} si {\displaystyle \alpha \geq 1}.